# Carlos Cardoso (football)
Pour les articles homonymes, voir Carlos Cardoso et Cardoso.
Carlos Cardoso, de son nom complet Carlos Alberto Lourenço Cardoso, est un footballeur et entraîneur portugais né le 29 décembre 1944 à Setúbal. Il évoluait au poste de défenseur central.

## Biographie

### En club
Carlos Cardoso est joueur du Vitória Setúbal durant toute sa carrière de 1964 à 1977,,.
Joueur important du Vitória Setúbal dans une des périodes les plus glorieuses du club, il remporte notamment la Coupe du Portugal en 1965,.
Il dispute un total de 265 matchs pour 3 buts marqués en première division portugaise,. Au sein des compétitions européennes, il dispute 2 matchs en Coupe des vainqueurs de coupe pour aucun but marqué et 44 matchs en Coupe des villes de foires/Coupe UEFA pour aucun but marqué.

### En équipe nationale
International portugais, il reçoit une unique sélection en équipe du Portugal en amical le 10 décembre 1969 contre l'Angleterre (défaite 0-1 à Londres).

### Entraîneur
Après sa carrière de joueur, il poursuit une carrière d'entraîneur au Portugal.

## Palmarès
Vitória Setúbal
- Coupe du Portugal (1) :
  - Vainqueur : 1964-65.
  - Finaliste : 1967-68.